# Hypostomus plecostomus
Hypostomus plecostomus és una espècie de peix de la família dels loricàrids i de l'ordre dels siluriformes.
En aquariofília, conjuntament amb altres membres de la mateixa fàmilia dels loricàrids, reben la denominació col·loquial de Plecostomus o Pleco.
És una espècie molt apreciada i habitual en els aquaris per tractar-se d'uns àvids consumidors d'algues.

## Morfologia
Els mascles poden assolir els 50 cm de longitud total.

## Distribució geogràfica
Es troba a Sud-amèrica (Guaiana) i ha estat introduït en alguns països asiàtics com a peix d'aquari.